# Różnoporek drobnopory

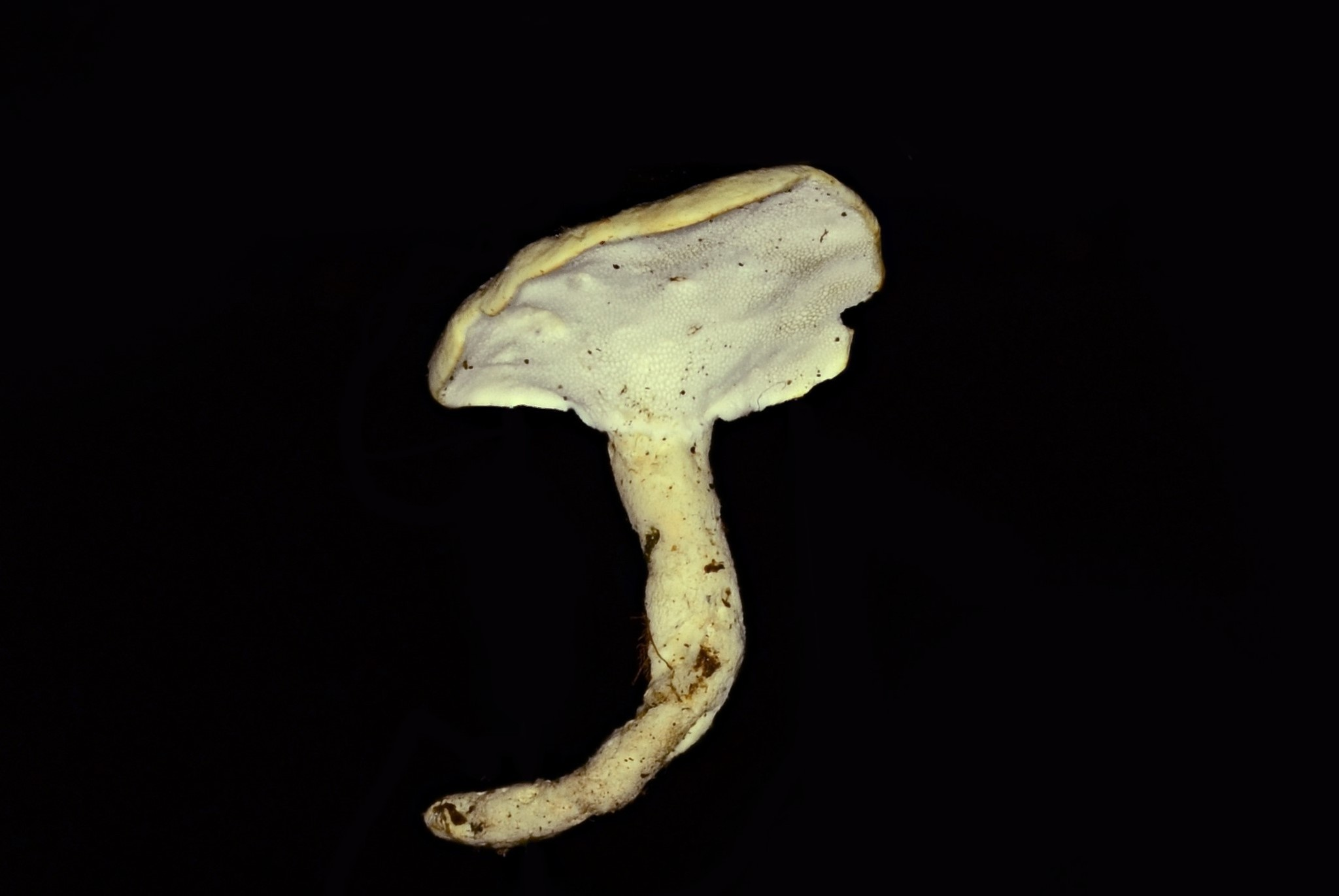

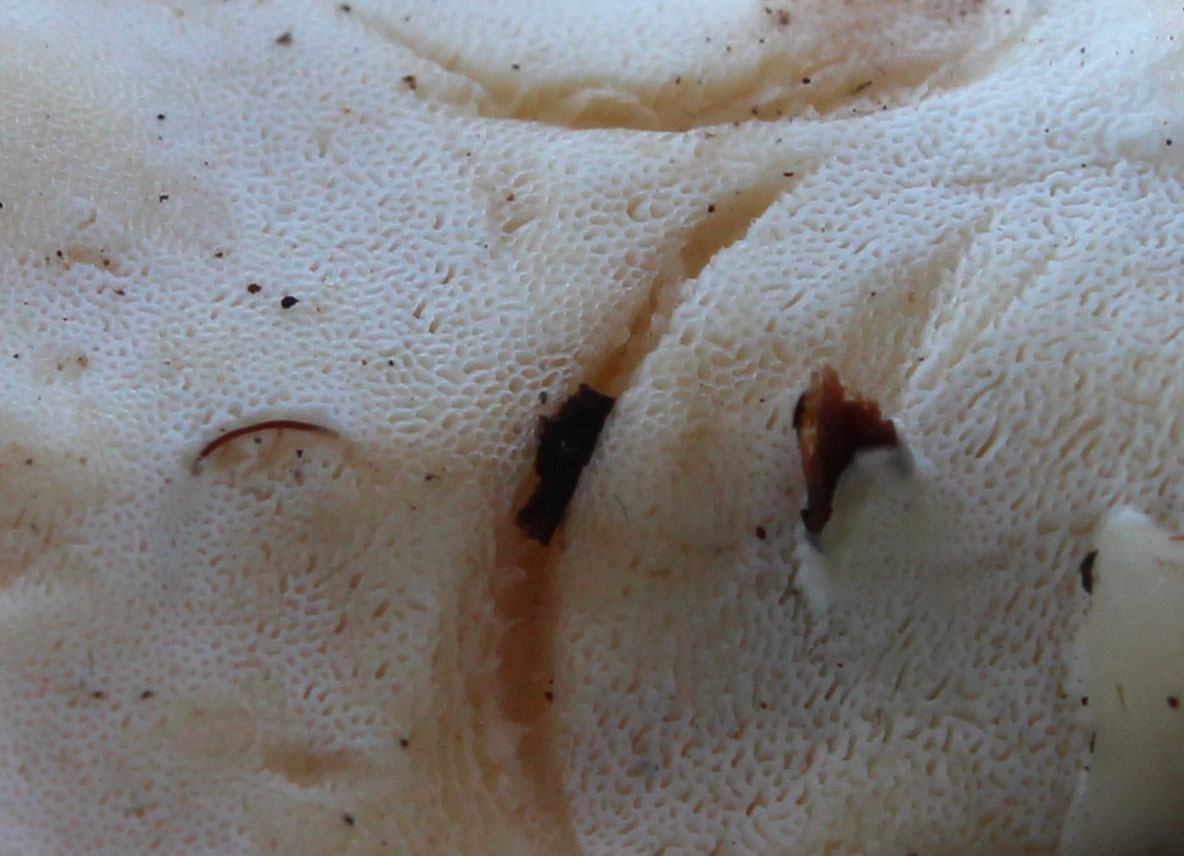
Hymenofor

Różnoporek drobnopory (Loweomyces fractipes (Berk. & M.A. Curtis) Jülich) – gatunek grzybów z rodziny strocznikowatych (Meripilaceae).

## Systematyka i nazewnictwo
Pozycja w klasyfikacji według Index Fungorum: Loweomyces, Steccherinaceae, Polyporales, Incertae sedis, Agaricomycetes, Agaricomycotina, Basidiomycota, Fungi.
Po raz pierwszy takson ten opisali w 1894 r. Miles Joseph Berkeley i Moses Ashley Curtis, nadając mu nazwę Polyporus fractipes. Obecną, uznaną przez Index Fungorum nazwę nadał mu w 1982 r. Walter Jülich.
Ma 16 synonimów. Niektóre z nich::
- Abortiporus fractipes (Berk. & M.A. Curtis) Gilb. & Ryvarden 1986
- Spongipellis fractipes (Berk. & M.A. Curtis) Kotl. & Pouzar 1976[2].

Polską nazwę zarekomendował Władysław Wojewoda w 2003 r., ale dla synonimu Abortiporus fractipes. Jest niespójna z aktualną nazwą naukową.

## Morfologia
Owocniki
O zmiennej budowie, czasami w postaci grzyba kapeluszowego, czasami niemal rozpostarte.
Trzon
Czasami brak trzonu. Jeśli występuje, jest centralny lub boczny, o barwie od białej do żółtawej, wysokości do 4 cm, cylindryczny do spłaszczonego i rozszerzony w kierunku kapelusza.
Kapelusz
Wachlarzowaty, nerkowaty, o szerokości 1–4 cm i grubości 1–5 mm, w stanie świeżym miękki, w stanie suchym łamliwy. Górna powierzchnia w młodych okazach biała i drobno owłosiona, u starszych żółtawa, bardziej spłaszczona i półgładka, często nieco pomarszczona, zwykle strefowana.
Hymenofor
Rurkowaty. Pory o barwie od białej do kremowej, kanciaste, w liczbie 4–5 na milimetr. Warstwa rurek ma ten sam kolor co powierzchnia porów i grubość do 3 mm.
Kontekst
W kapeluszu i trzonie biały i dwuwarstwowy. Warstwa wewnętrzna lub dolna twarda, pokryta znacznie luźniejszą warstwą zewnętrzną, która z wiekiem może się sklejać na powierzchni.
Cechy mikroskopowe
System strzępkowy monomityczny, złożony tylko ze strzępek generatywnych ze sprzążkami. W subhymenium i tramie strzępki są cienkościenne, o średnicy 3–5 µm. W kontekście, a zwłaszcza w trzonie, strzępki są znacznie bardziej grubościenne i sprzążki obecne tylko w niektórych strzępkach. W hymenium występują cystydy, ale nie zawsze, często trudno je zaobserwować podczas mikroskopii. Mają kształt od brzuchatego do cylindrycznego, są cienkościenne, o wymiarach 15–25 × 5–6,5 µm. Podstawki 15–20 × 6–9 µm, zazwyczaj maczugowate, 4-sterygmowe, ze sprzążką bazalną. Zarodniki 4,5–6 na 4–5 µm, o kształcie od szeroko elipsoidalnego przez jajowaty do mniej więcej kulistego, lekko grubościenne, gładkie, szkliste (półprzezroczyste), nieamyloidalne.

## Występowanie
Występuje w Ameryce Północnej, Środkowej i Południowej, w Europie i Azji. W liście wielkowocnikowych grzybów podstawkowych Polski W. Wojewoda przytoczył jedno stanowisko, w późniejszych latach znaleziono nowe stanowiska. Znajduje się na Czerwonej liście roślin i grzybów Polski. Ma status E – gatunek wymierający, którego przeżycie jest mało prawdopodobne, jeśli nadal będą działać czynniki zagrożenia. Aktualne stanowiska podaje internetowy atlas grzybów. Znajduje się w nim na liście gatunków zagrożonych i wartych objęcia ochroną.
Występuje w lasach na martwym drewnie. Grzyb nadrzewny, saprotrof.